# Umbilicus Urbis Romae
Ne doit pas être confondu avec Milliaire d'or.
L'Umbilicus Urbis Romae (en français : « nombril de la ville de Rome ») est un petit monument marquant le centre théorique et symbolique de Rome, situé sur le Forum Romain. Il est possible que Umbilicus Urbis et Mundus soient deux noms désignant le même monument, la dénomination d'Umbilicus Urbis Romae n'apparaissant que tardivement.

## Localisation
L'identification du monument demeure incertaine et sujette à débat. Une première hypothèse propose d'identifier le monument au milliaire d'or, arguant qu'il paraît invraisemblable qu'il y ait pu avoir deux centres différents pour la ville de Rome et celui de l'Empire dont elle est la capitale. Selon une deuxième hypothèse proposée par l'archéologue italien Filippo Coarelli, le monument ne fait qu'un avec le Mundus, un autel dédié aux divinités infernales Dis Pater et Proserpine. L'Umbilicus Urbis se situerait alors à proximité des Rostres impériaux, du milliaire d'or et de l'arc de Septime Sévère, adjacent à l'autel de Saturne.

## Fonction
Le Mundus romain correspond à un fossé circulaire creusé par Romulus lors de la fondation de Rome, marquant le cœur de la ville. Cette zone est considérée comme un portail permettant au monde infernal de communiquer avec la surface. Selon les auteurs antiques, elle est le lieu de diverses cérémonies. Marquée par un autel ou un petit monument (l'Umbilicus Urbis) recouvrant la tranchée souterraine, son accès est fermée par le lapis manalis. Celle-ci est ouverte trois fois dans l'année (Mundus patet) lors de jours considérés comme néfastes et risqués, car des divinités infernales pourraient accéder au monde de la surface. C'est également dans cette zone que les futurs citoyens romains viennent déposer une poignée de terre provenant de leur lieu d'origine et offrent les premiers fruits de l'année.

## Description
Si l'identification de Coarelli est correcte, les vestiges du monument correspondent à une structure circulaire en brique de 4,45 mètres de diamètre à la base s'élevant sur trois étages pour atteindre 3 mètres de diamètre au sommet. La structure en brique était recouverte de marbre à l'époque romaine. Une petite entrée, qui ne devait servir qu'en de rares occasions étant donné son étroitesse, permet d'accéder à l'intérieur de l'édifice.
La construction est datée de l'époque sévérienne, à l'occasion du réaménagement de la zone provoquée par l'érection de l'arc de Septime Sévère, et une restauration au début du IVe siècle, mais après 303. C'est cette reconstruction d'un monument plus ancien, réutilisant des éléments comme la base en travertin et la corniche circulaire, probablement surmontée d'une pierre imitant la forme de l'Omphalos grec, qui est baptisée Umbilicus par les sources antiques tardives du IVe siècle.

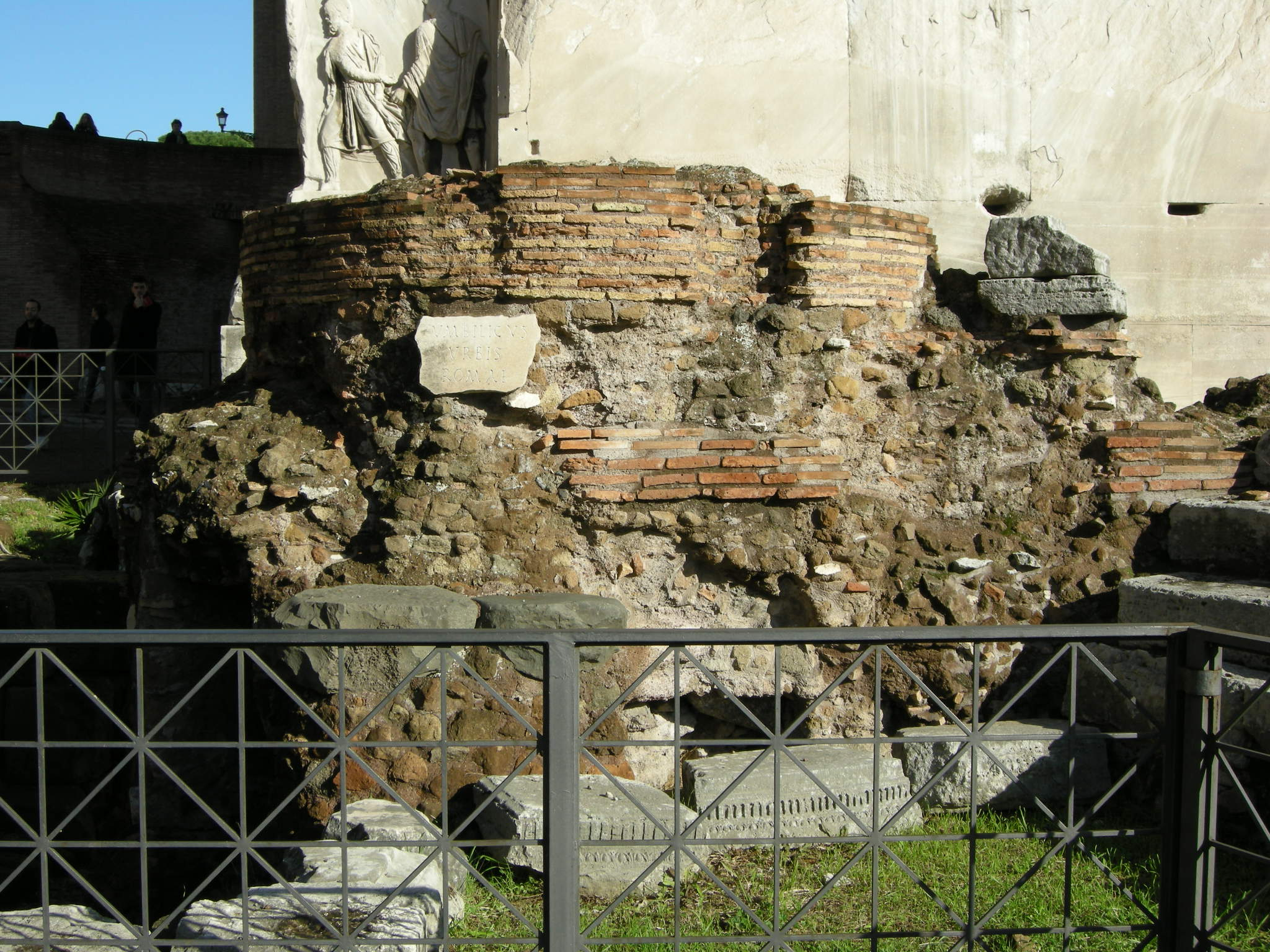
Structure en brique qui était recouverte de marbre.
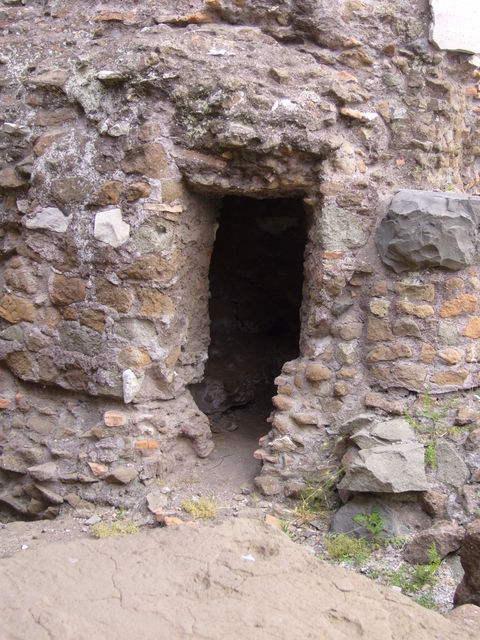
Entrée étroite du monument.
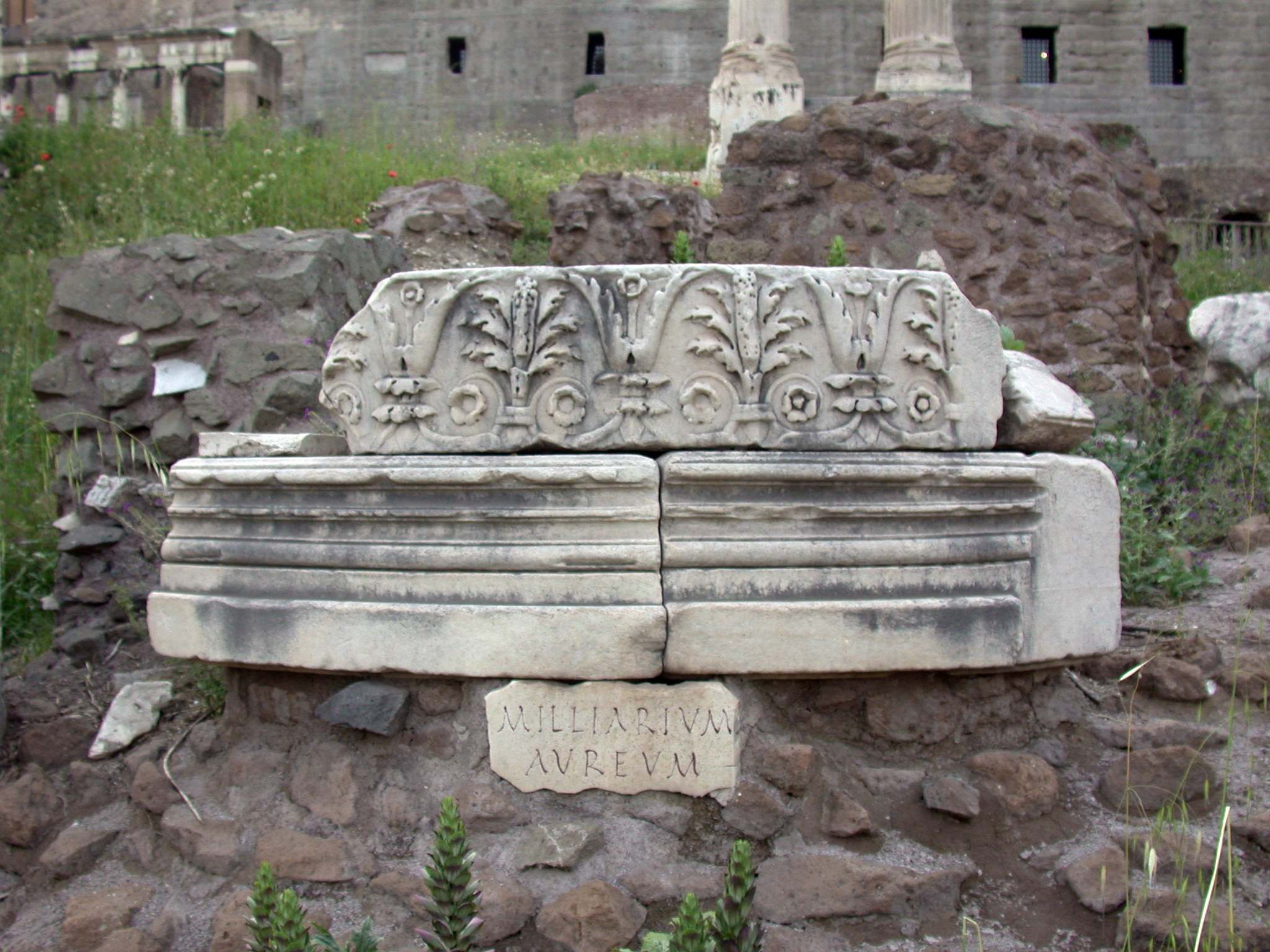
Vestiges d'une frise à palmettes appartenant probablement à l'Umbilicus Urbis contrairement à ce qu'indique l'inscription moderne.